# Erkki Wänninen
Erkki Verner Wänninen, född 9 oktober 1925 i Åbo död 4 april 2018 i Åbo, var en finländsk kemist.
Wänninen blev teknologie doktor 1960. Han var 1967–1987 professor i analytisk kemi vid Åbo Akademi och kemisk-tekniska fakultetens dekanus 1975–1977. Han var också rektor för Handelshögskolan vid Åbo Akademi 1965–1969.
Wänninen specialiserade sig under ledning av sin lärare Anders Ringbom på komplexometri, och utvecklade ett stort antal nya komplexometriska titreringsmetoder. Han har innehaft flera förtroendeuppdrag inom kemisternas intresseorganisationer.